# Accius
Accius fue un poeta en latín del siglo XVI, a quien se le atribuye la paráfrasis de las Fábulas de Esopo, las cuales Julius Scaliger elogió en gran manera. Otras paráfrasis de las fábulas fueron hechas por otros poetas incluyendo la versión más celebrada por Romulus.